# Soška fronta
Soška fronta (italijansko Fronte Isonzo, nemško Isonzoschlachten) je bila del italijanskega bojišča 1. svetovne vojne. 
Potekala je od 2.208 metrov visokega Rombona na severu do izliva reke Soče v Tržaški zaliv na jugu, v skupni dolžini preko 90 kilometrov. Bilo je eno najbolj razgibanih bojišč 1. svetovne vojne, saj so boji potekali vse od visokogorja, sredogorja do furlanske ravnine na jugu fronte.
Prvi boji so se začeli 23. maja 1915, ko so italijanske enote prestopile mejo ter začele napredovati v notranjost takratne Avstro-Ogrske. Zaradi počasnega napredovanja in neodločnosti italijanske vojske je Avstro-ogrski vojski še pravočasno uspelo organizirati obrambo ob reki Soči, zaradi česar je italijansko napredovanje zastalo. V naslednjih dveh letih se je na soški fronti zvrstilo enajst italijanskih ofenziv s pičlimi uspehi ter velikimi izgubami na obeh straneh. Ker se je Avstro-ogrska vojska bala naslednje italijanske ofenzive, ki bi lahko dokončno prebila fronto, je skupaj z zavezniki (Nemci) začela načrtovati preboj v dolini Soče. 24. oktobra 1917 so avstro-ogrske in nemške enote sprožile 12. soško bitko, znano tudi kot "čudež pri Kobaridu", v kateri jim je uspelo prebiti italijansko fronto med Bovcem in Tolminom. V naslednjih nekaj dneh po ofenzivi je razpadla celotna italijanska fronta med Švico in Tržaškim zalivom, zaradi česar se je morala italijanska vojska umakniti na reko Piavo, kjer se je vzpostavila nova fronta; s tem je bilo bojev v Posočju konec.

## Predhodno dogajanje
28. junija 1914 so v Sarajevu odjeknili streli. Mladoletni atentator Gavrilo Princip, član tajne organizacije Črna roka, je smrtno ranil avstrijskega prestolonaslednika Franca Ferdinanda ter njegovo ženo Sofio. Atentat je sprožil serijo dogodkov, ki so Evropo in svet pahnili v eno najbolj uničevalnih vojn v človeški zgodovini.
Eden ključnih vzrokov za začetek velike vojne je bil zapleten sistem zavezništev. V osnovi so bila ta zavezništva zamišljena tako, da bi preprečevala vojno, zgodilo pa se je ravno nasprotno. Pred začetkom vojne sta se v Evropi oblikovali dve glavni zavezništvi. Antanta, v katerih so bile bolj ali manj med seboj povezane: Francija, Rusija, Združeno kraljestvo, Kraljevina Srbija in Črna gora, ter centralne sile, kamor so spadale: Nemško cesarstvo, Avstro-Ogrska, Kraljevina Italija ter Romunija, brez obveznosti pa so bile v tej zvezi še Bolgarija, Osmansko cesarstvo in Kraljevina Grčija. Za dogajanje na soškem bojišču je bilo ključno zavezništvo med Nemčijo, Avstro-Ogrsko in Italijo. Zavezništvo med Nemčijo in Avstro-Ogrsko je bilo sklenjeno leta 1879, temu zavezništvu pa se je leta 1882 pridružila še Italija. Zavezništvo naj bi preprečevalo vojno med Francijo in Nemčijo, saj naj bi v primeru spopadov Italija podprla Nemčijo, hkrati pa je preprečevalo tudi vojno med Italijo in Avstro-Ogrsko, saj je imela Italija do Avstro-Ogrske ozemeljske zahteve. V dogajanje po atentatu Italija ni bila neposredno vpletena, je pa budno spremljala dogajanje in prišla do zaključka, da se spopad med Srbijo in Avstro-Ogrsko glede na razmerje sil v Evropi ne bi dobro končal. Zato je Italija 2. avgusta 1914 trojni sporazum začasno zamrznila in razglasila nevtralnost. Kot izgovor je navedla, da se Avstro-Ogrska pred vojno s Srbijo ni posvetovala z Italijo, zato slednje zavezniški dogovor ne veže. Poleg tega so se Italijani izgovarjali tudi na to, da nobeden od zaveznikov ni bil napaden, ampak je vojno začel sam.
Italijanska nevtralnost je bila le navidezna. Država se je medtem na skrivaj začela pogajati z antanto, po drugi strani pa je od Avstro-Ogrske v zameno za svojo nevtralnost zahtevala odškodnino v obliki novih ozemelj. Ker je bilo tudi v interesu Nemčije, da Italija ne vstopi v vojno, je Nemčija pritiskala na Avstro-Ogrsko, naj privoli v italijanske zahteve. Ta je na koncu popustila in Italiji ponudila Južno Tirolsko, vendar šele po koncu vojne. To seveda Italiji ni ustrezalo, poleg tega so bili njeni apetiti dosti večji, saj je želela imeti še dele slovenskega ozemlja, Trst, Istro in Dalmacijo z otoki. Medtem ko je Avstro-Ogrska s težavo ponujala svoja ozemlja Italiji, antanta teh težav ni imela, saj je vedela, da je barantala z ozemlji, ki niso bila njena. Poleg tega je bila Italijanom pripravljena ponuditi karkoli, samo da ti vstopijo v vojno in razbremenijo zaveznike na zahodni in vzhodni fronti. Tako je 26. aprila 1915 Italija z antanto podpisala tajni londonski sporazum, v katerem ji je bila po zmagi nad centralnimi silami obljubljena Južna Tirolska, Trentino, Trst, Istra, Dalmacija z otoki, luka Vlore, otok Sazan ter Dodekaneški otoki. Obljubljen jim je bil tudi delež pri delitvi nemških kolonij in delež pri delitvi ozemelj Osmanskega cesarstva. S podpisom londonskega sporazuma se je Italija zavezala, da bo v roku enega meseca od podpisa vstopila v vojno na strani antante. 3. maja je Italija uradno izstopila iz trojne zveze, 23. maja (tri dni pred iztekom roka iz londonske pogodbe) pa je napovedala vojno Avstro-Ogrski, s čimer sta se državi tudi uradno znašli v vojni.

## Armadi

### Avstroogrska vojska
Avstro-ogrska vojska je imela zaradi dualistične ureditve države zelo zapleteno strukturo. Sestavljale so jo tri vojske. Skupna vojska (cesarsko kraljeva, znana pod kratico k.u.k., kaiserlich und königlich) s poveljstvom na Dunaju, avstrijsko Cesarsko-kraljevo domobranstvo in črnovojništvo (k.k. Landwehr in k.k. Landstrum) ter Kraljevo madžarsko domobranstvo (Magyar Királyi Honvéd). Uradni jezik Skupne vojske ter Avstrijskega domobranstva in črnovojništva je bil nemški jezik, v Kraljevem madžarskem domobranstvu pa je bil v uporabi madžarski jezik. V Skupni vojski in Domobranstvu so služili vsi za boj sposobni možje, Črnovojništvo pa je bilo namenjeno starejšim ter za boj deloma sposobnim možem. Črnovojniki so po navadi opravljali svoje delo v zaledju kot stražarji železnic, skladišč, taborišč za vojne ujetnike itd.
V primerjavi z ostalimi evropskimi vojskami je bila Avstro-ogrska vojska relativno majhna, ker ji je kronično primanjkovalo denarja je le s težavo ohranjala svojo velikost, varčevalni ukrepi pa so se poznali na kakovosti, številu in starosti orožja in opreme. Zaradi ustroja države je bila vezni člen in inštrument v rokah politike in je večno časa opravljala policijske naloge s katerimi so ohranjali red in mir v dualistični monarhiji. Ob izbruhu vojne so pokazale vse njene slabosti saj ni bila sposobna izvajati večjih vojaških operacij proti enakovrednemu ali celo slabše opremljenemu in usposobljenemu nasprotniku (vzhodna fronta, balkanska fronta).
Ob začetku vojne je bila Avstro-ogrska vojska sestavljena iz 102 pehotnih polkov. Vsak izmed teh je bil sestavljen iz treh ali štirih bataljonov, vsak bataljon pa nato iz treh ali štirih stotnij in mitralješkega oddelka. V polku je bilo do 4.000 mož, bataljonu do 1.000 in stotniji do 250 mož. Polki so bili vezani teritorialno na naborni okraj. V letih pred vojno se je to pravilo spremenilo, saj so se bali upora v narodnostno homogenih enotah. Polke so tako premeščali znotraj monarhije. Avstrijsko cesarsko-kraljevo domobranstvo in črnovojništvo je imelo 37 polkov in še tri polke deželnih strelcev. Ogrsko domobranstvo je imelo 32 honvedskih pehotnih polkov. Velik problem v vojski je bila pestra narodna sestava - pogosto je prihajalo do nasprotij med različnimi narodi, v zraku pa je neprestano visel strah pred uporom. Pogosto se je zgodilo, da se slovanski narodi niso želeli boriti na vzhodni fronti proti bratom Slovanom - Rusom (večkrat se je zgodilo, da so na rusko stran prebegnili celi bataljoni). Nastalo situacijo se je po drugi strani dalo s pridom izkoristiti na soški fronti, saj so se Slovenci in Hrvati bali, da bodo v primeru vojaškega poraza Italijani zasedli njihovo narodnostno ozemlje, s tem pa so bili bolj motivirani za boj, kot bi bili sicer.
Pred vojno je Avstro-ogrska vojska štela 414.000 podčastnikov in vojakov ter 36.000 častnikov. Ob izbruhu vojne so vpoklicali 2.846.000 rezervistov in 54.000 rezervnih častnikov, tako da se je moč Avstro-ogrske vojske povečala na preko 3 milijone mož. Do konca vojne je v vojski služilo skoraj 8 milijonov mož. V bojih je padlo preko milijon vojakov, več kot petsto tisoč pa jih je umrlo v ujetništvu ali zaradi posledic vojne.
Glavna oborožitev avstroogrskega vojaka je bila puška M95, bolje znana pod imenom "manliherca". Konec 19. stoletja jo je razvil avstrijski orožarski konstruktor Ferdinand Ritter von Mannlicher, šlo pa je za repetirko kalibra 8 mm. Glavna značilnost puške je bil napreden ter hkrati dokaj zapleten zaklep, ki je za repetiranje potreboval samo dve potezi, kar je omogočalo hitrejše streljanje. Puško so izdelovali v več dolžinah, vsaka izmed verzij pa je bila prilagojena določenem rodu vojske. Poleg premovlečnega zaklepa je imela puška shrambo za naboje, pri kateri je prazen okvir za naboje sam izpadel iz shrambe (ti. Mannlicherjev okvir). Do konca vojne je bilo izdelanih preko 3 milijone teh pušk. Kljub nekaterim prednostim tega orožja so avstroogrske oblasti pred in med vojno razvijale in preizkušale razne prototipe bolj dodelanih modelov pušk, a do zamenjave iz praktičnih razlogov ni prišlo.
Popolnoma novo orožje v vojni je bil mitraljez, katerega uničevalno moč so ob odprtju soške fronte že poznale vse sprte strani. Medtem ko je večina udeleženk v vojni prisegala na sistem Maxim, je Avstro-Ogrska v svojo oborožitev sprejela mitraljez Schwarzlose 07/12, ki je deloval na sistemu povratnega pritiska naboja. Nemški konstruktor Andreas Wilhelm Schwarzlose je s tem poenostavil mehanizem orožja ter tako mitraljez naredil robusten, zanesljiv in poceni za izdelavo. Vsak bataljon je imel po en mitralješki oddelek z dvema mitraljezoma. Tekom vojne so v tovarni Steyr izdelali preko 40 tisoč teh mitraljezov. Osebna oborožitev častnikov je bila pištola oz. revolver. Najbolj pogosto se je uporabljal revolver Rast & Gasser M.98 kalibra 8 mm, leta 1907 je v oborožitev prišla prva polavtomatska pištola Roth-Steyr M.7, ki je uporabljala drugačen naboj kalibra 8 mm. Leta 1912 je bil predstavljen in v uporabo sprejet naboj 9 mm skupaj s polavtomatsko pištolo Steyr-Hahn M.12. Avstro-Ogrska armada je bila prva na svetu, ki je v svojo pehotno oborožitev uradno sprejela polavtomatsko pištolo.
Kot nesporni gospodar bojišča se je med vojno izkazalo topništvo. Avstro-Ogrski začetki na tem področju so bili slabi. V oborožitvi je bilo malo topov, ki pa so bili zastareli, tako kot tudi taktični vidiki njihove uporabe. Šele leta 1915 so začele v uporabo prihajati nove moderne 10 in 15cm havbice in 10,4cm poljski topovi. Največji top, ki ga je imela Avstro-Ogrska armada, je bila 30,5cm Škodina havbica M1911.
Na področju soške fronte je Avstro-ogrska vojska imele dve utrdbi, staro trdnjavo Kluže oz. bovške Kluže (Flitscher Klause) zgrajeno ob reki Koritnica ter zgornjo trdnjavo Kluže (Werk Hermann) zgrajeno nekaj sto metrov nad staro utrdbo. Čeprav je bila Hermannova utrdba novejša, zgrajena na prelomu stoletja, je bila ob začetku 1. svetovne vojne že obupno zastarela. Že nekaj dni po začetku spopadov so jo Italijani iz bližnjega Nevejskega prelaza začeli divje obstreljevati in jo s tem nepopravljivo poškodovali. Posadka je po tem utrdbo razorožila, topove pa namestila na okoliške hribe. Čeprav je bila utrdba med obstreljevanjem uničena, je opravila svojo nalogo, saj je ustavila napredovanje italijanske vojske v bovški kotlini. Spodnja trdnjava je bila za italijanske topove v mrtvem kotu in je vojno preživela nepoškodovana.

### Italijanska vojska
Italijanska vojska je začetek 1. svetovne vojne pričakala v izredno slabem stanju. Zaradi pomanjkanja finančnih sredstev je manjkala velika večina redne vojske, rezerve pa sploh ni imela. Manjkalo je preko 13 tisoč častnikov. Pomanjkanje kadra se je najbolj poznalo na področju artilerije in sanitete. Vojaki in rezervisti so bili slabo izurjeni, primanjkovalo je orožja vseh vrst in streliva zanje. Posodobitev vojske se je pričela oktobra 1914, ko je njeno poveljevanje prevzel Luigi Cadorna, a takrat je bilo že prepozno za to, da bi bila italijanska armada ob vstopu v vojno v polnem operativnem stanju. Mobilizacija italijanske vojske se je začela v začetku marca 1915, polne razsežnosti pa je dobila tik pred začetkom sovražnosti. Na začetku poletja je na papirju vojska že štela preko 31.000 častnikov in 1 milijon vojakov.
Glavna oborožitev italijanskega vojaka je bila puška repetirka Carcano M91. Uporabljala je naboje kalibra 6,5 mm in se je polnila z Mannlicherjevimi okvirji kapacitete 6. Izdelovali so jo v več dolžinah in verzijah, prilagojenih posameznim rodovom italijanske vojske. Italija je vojno začela z dobrimi 800.000 puškami. Slabše je bilo z mitraljezi, na razpolago so jih imeli 618. Pri tem so se zanašali na dobavo britanskih Vickersovih mitraljezov in francoskih mitraljezov Saint-Étienne M1907. Zaradi kroničnega pomanjkanja teh so v uporabo sprejeli doma izdelani mitraljez Fiat-Revelli M1914. Zanimivost tega mitraljeza je bila, da se je polnil preko okvirja z desetimi stolpci po pet nabojev. Italijanski častniški kader je bil poleg revolverjev Chamelot-Delvigne 1874 in Bodeo M1889 oborožen tudi s polavtomatskimi pištolami Glisenti M1910 in Beretta M1915.

## Prvi spopadi ob Soči
Prvi streli na fronti so odjeknili še pred uradnim začetkom vojne. Na predvečer spopada, 23. maja 1915, je italijanska patrulja pri vasi Strassoldo, južno od Palmanove, začela streljati na avstrijske obmejne stražnike. Do podobnih dogodkov je prihajalo vzdolž celotne meje. V zgornjem Posočju sta trdnjavi Predel in Rabelj začeli streljati na italijanske položaje na meji, na kar so Italijani odgovorili s svojim topništvom. Točno ob polnoči so italijanske enote prestopile mejo, do večjih bojev pa ni prišlo, saj so se avstro-ogrske enote po predhodnem načrtu umaknile na levi breg Soče na črto Rombon-Bovec-Tolmin-Sabotin-Gorica-Devin.
Italijani so imeli dve armadi. Ena je bila postavljena od Kanina do Ločnika, sestavljena je bila iz 122 bataljonov pehote, 33 eskadronov konjenice in 147 baterij topov 2. armade. Druga je bila postavljena od Ločnika do Jadranskega morja, vsebovala je 51 bataljonov pehote, 77 eskadronov konjenice in 35 baterij topov 3. armade. Avstro-ogrska vojska je imela takrat tam le 45 bataljonov, 5 eskadrilj konjenice in 35 baterij topov. Ostale čete so šele prihajale. Poveljnik avstro-ogrskih enot na jugozahodni fronti (tako so Avstrijci poimenovali soško fronto) je bil nadvojvoda Evgen, poveljnik Soške fronte pa je bil Svetozar Borojević von Bojna. Italijanski vojski je poveljeval grof general Luigi Cadorna.
4. junija 1915 je Italijanska vojska v Idrskem ustrelila šest civilistov.
Italijanske enote so napredovale previdno in počasi ter s tem zapravile priložnost za hiter in neoviran prehod Soče. Drugi dan vojne se je italijansko napredovanje strahotno upočasnilo, s tem pa so izgubili možnost za zasedbo Gorice, ki skoraj ni bila branjena. Namesto tega so poizkušali zasesti Sabotin, ki je predstavljal steber obrambe goriškega bojišča - to ni uspelo. Zaradi počasnega napredovanja svojih sil in v strahu pred morebitnim avstrijskim protinapadom je Luigi Cadorna že po štirih dneh spopadov ukazal, naj enote zasedejo obrambne položaje. Italijanski vojaki so na južnem odseku fronte s pomočjo pontonskih mostov in brvi lažje prečkali Sočo. 9. junija so tako zasedli Tržič (Monfalcone), do 23. junija pa so dosegli rob Doberdobske planote. Ker severneje Italijanom ni uspelo prekoračiti Soče, so se odločili, da bodo to storili pri Plavah, kjer Soča ostro zavije proti jugu. Pri tem se je vnel oster boj za strateško pomemben hrib Prižnica (kota 383). Krvavi, osem dni trajajoči boji za ta hrib so pustili za seboj preko 2.400 mrtvih, ranjenih in izginulih iz obeh strani, vrh je ostal na nikogaršnjem ozemlju. V Zgornjem Posočju je Italijanom že prvi dan vojne uspelo zasesti grebene Matajurja, Kolovrata in Kobariškega Stola. Redki avstrijski vojaki so se umaknili brez boja in za seboj porušili vse mostove čez Sočo. Kobarid naj bi bil prvo zavzeto mesto. Zataknilo se jim šele pri Krnskem pogorju, ki je bilo strateškega pomena, saj je onemogočalo prodor v dolino Tolminke, preko katere bi bilo mogoče obkoliti avstrijske enote. Konec maja in v začetku junija so na Slemenu in Mrzlem vrhu potekali hudi boji, izgube na obeh straneh so bile velike, a vendar je Avstrijcem uspelo obdržati položaje. 16. junija so Italijani v spektakularnem naskoku zasedli vrh Krna, ki je bil takrat steber avstrijske obrambe v krnskem pogorju. To je bil eden redkih italijanskih uspehov v celotni kampanji. Kasneje je steber obrambe postala mizasta gora Batognica, ki pa je Italijani zaradi svoje obotavljivosti niso zasedli. Do druge polovice junija so Italijani izgubili preko 10.000 vojakov in 450 častnikov, kar je bilo zelo veliko glede na to, da se prave bojne operacije sploh še niso začele.
Fronta je potekala v dolžini 90 km v zahodnem slovenskem visokogorskem svetu, v dolini reke Soče in na kraških planotah. Soška fronta je bila zaradi neugodnega terena ena najtežjih bitk v 1. svetovni vojni - na krasu, kjer je primanjkovalo vode, so vojaki pili celo lastni urin. Na soški fronti so se na strani Avstro-Ogrske bojevali skoraj vsi narodi te večnacionalne monarhije: Nemci, Madžari, Italijani, Slovenci, Hrvatje, Srbi, Bošnjaki, Čehi, idr.
Med junijem 1915 in oktobrom 1917 se je ob Soči zvrstilo enajst italijanskih ofenziv, v katerih Italijani, z izjemo zasedbe Gorice in Banjšic, niso imeli veliko uspehov. V strahu pred zlomom fronte je konec oktobra 1917 Avstro-Ogrska ob izdatni pomoči Nemčije sprožila 12. soško bitko, katere namen je bil Italijo izločiti iz velike vojne.

## Dvanajst soških bitk

### 1. soška bitka (23. junij – 7. julij 1915)
Do začetka 1. soške bitke Italijani niso imeli večjih uspehov. Sočo, ki je Avstrijcem olajševala obrambo so prestopili le na treh mestih: pri Tolminu, Plavah ter med Zagorjem in Jadranskim morjem. Da bi Cadorna izboljšal položaj svoje vojske in prebil avstrijsko obrambo je 23. junija ukazal napad med Kobaridom in Tolminom, tolminskem mostišču, goriškem mostišču ter na Krasu. Ta se je začel z obsežnim sedemdnevnim topniškim obstreljevanjem, ki pa zaradi neizkušenosti topniških posadk ni imelo pravega učinka. Ko se je 30. junija med Kobaridom in Tolminom v napad podala italijanska pehota, se je zgodila katastrofa. Italijansko topništvo ni uničilo žičnih ovir zato so se vojaki znašli pod točo granat in krogel avstrijskih branilcev. Po hudih izgubah so se morali preživeli italijanski vojaki umakniti na izhodiščne položaje. Podobno se je zgodilo na tolminskem (Most na Soči) in goriškem mostišču. Nekoliko bolje je Italijanom kazalo na Doberdobski planoti. Italijanski napadi na tem delu bojišča so bili tako srditi, da je kazalo, da bo fronta vsak čas padla, nato pa je Italijanom v najbolj kritičnem trenutku zmanjkalo zagona in ofenziva je 7. julija popustila. Italijanski izplen 1. soške bitke je bil pičel. Po štirinajstih dneh srditih bojev se jim je uspelo utrditi pod vznožjem Doberdobske planote pri Sredipolju, Romjanu in Selcah. Na nekaterih odsekih pa jim je uspelo zasesti tudi rob same planote s čimer so dobili dobre položaje za nadaljevanje ofenzive. Vse to so morali plačati z visokimi izgubami 1.916 mrtvih, preko 11.000 ranjenih in 1.536 izginulih. Avstro-Ogrska stran je imela 8.800 mrtvih in 1.150 izginulih. Spodletela italijanska ofenziva je avstro-ogrsko stran prepričala, da je obramba na Soči mogoča.

### 2. soška bitka (18. julij – 3. avgust 1915)
Deset dni po 1. soški bitki je Cadorna 17. julija začel 2. soško bitko. Čeprav se je italijanska ofenziva začela na vsej soški fronti, je bilo težišče italijanske ofenzive na Kras z Šmihelom. Tokrat Italijani niso ponovili napake iz 1. soške bitke. Topniški ogenj je bil kratek in koncentriran tako, da se je že prvi dan ofenzive v napad podala pehota in dosegla kar nekaj uspehov. Avstrijcem je ponovno kazalo, da bo fronta razpadla, zato so v boj poslali zadnje rezerve in utrpeli strahovite izgube. Najbolj krvavi so bili boji za strateško pomemben Šmihel, ki je bil steber obrambe na Krasu in goriškem mostišču. Italijani so ga napadli tretji dan bitke. Napad nanj se je začel z obsežnim topniškim obstreljevanjem, s katerim so zdesetkali avstrijsko posadko na hribu ter preprečili dotok novih enot, temu pa je nato sledil še napad italijanske pehote, ki je preplavila avstrijske branilce. Do večera 20. julija je bil hrib v italijanskih rokah. Vendar ne za dolgo. Ob dveh zjutraj 21. julija so Avstrijci sprožili protinapad. Po dvournem topniškem obstreljevanju je sledil napad pehote, ki je vrh ponovno zasedla. Vsi nadaljnji italijanski poizkusi zavzetja vrha so se izkazali za krvave in neuspešne, čeprav jim je za kratek čas uspelo Šmihel ponovno zasesti. Na jugu so Italijani zasedli rob planote med Sredipoljem in Selcami, prišlo je do hudih bojev za Grižo, ki je večkrat izmenjala lastnika.
Na goriškem mostišču italijanski napadi niso bili uspešni. Dva italijanska napada na Sabotin, steber obrambe Gorice, sta se končala klavrno in v krvi. Na Kalvariji pa je prišlo do boja mož na moža, strelski jarki pa so večkrat zamenjali lastnika.
V zgornjem Posočju so Italijani napadli Batognico. Napad se je začel v noči iz 18. na 19. julij z močnim topniškim obstreljevanjem, ki mu je sledil napad pehote. Italijanom je že pri prvem naskoku uspelo Avstrijce pregnati iz zahodnega dela Batognice. V naslednjih dveh dneh pa jim je uspelo zasesti kar dve tretjini te planote. Avstrijci so se obdržali le na koti 2077, ki jo Italijanom vse do konca vojne, kljub večkratnim poizkusom, nikoli ni uspelo zasesti. Cadorna je ofenzivo ukazal prekiniti 10. avgusta. Tako kot v 1. soški bitki tudi v drugi Italijani niso dosegli večjega uspeha. Zasedli so položaje pod Šmihelom ter se utrdili pod Doberdobsko planoto. V Zgornjem Posočju pa so zasedli zahodni del Batognice vse to za ceno 41.866 mrtvih, ranjenih in izginulih. Svoj davek so pobrale tudi bolezni. Ofenziva je potekala v času poletja in najhujše vročine. Zaradi pomanjkanja vode in higiene ter kopice nepokopanih trupel so se začele širiti nalezljive bolezni. Na italijanski strani je zaradi tifusa in kolere zbolelo preko 15.000 vojakov, na avstro-ogrski strani pa 6.400.
1. in 2. soška bitka sta zgornje Posočje nekoliko zaobšli, zato se je Cadorna odločil, da na tem odseku fronte poskuša doseči preboj. Ofenziva se je začela 12. avgusta z dvodnevnim topniškim obstreljevanjem avstro-ogrskih položajov, 14. avgusta pa se je med Rombonom in tolminskim mostiščem v napad podala italijanska pehota. Krvavi boji so trajali kar sedem tednov. 20. avgusta so zasedli Plužno in Čezsočo, tri dni kasneje pa Bovec. Krvavi boji so potekali za Javoršček, koto 1776 (vrh jugovzhodno od Lipnika) in položaje pod Kalom. 24. avgusta so Alpini zasedli Čuklo, podali so se v napad na Rombon, vendar jim ga zaradi zagrizenega boja branilcev ni uspelo zasesti, so se pa utrdili pod njegovim vrhom.

### 3. soška bitka (18. oktober – 4. november 1915)
Oktobra 1915 se je na Balkanu začela velika združena ofenziva centralnih sil proti Srbiji. Ker se je ta znašla tik pred porazom, so začeli zahodni zavezniki na Italijo pritiskati naj proti Avstro-Ogrski sproži novo ofenzivo in tako razbremeni balkansko bojišče. Cadorna je z novo ofenzivo odlašal kolikor se je dalo, saj je vedel, da njegova vojska kljub očitni prevladi nad Avstro-Ogrsko ni sposobna izpeljati nove učinkovite ofenzive, vendar mu na koncu ni ostalo druge izbire. Cilj nove ofenzive je bila Gorica, zavzetje tega mesta bi bila odlična propaganda za italijansko stran. Ofenziva je bila sestavljena iz dveh faz, v prvi fazi naj bi zavzeli Plave in Doberdobsko planoto ter tako zlomili dva ključna stebra obrambe južnega dela soškega bojišča, v drugi fazi pa naj bi sledil glavni napad v smeri Gorice. Ofenziva se je začela 18. oktobra z obsežnim topniškim obstreljevanjem med Krnom in Jadranskim morjem, ki je trajalo tri dni. Prvi napad italijanske pehote je bil uspešen, saj se je Italijanom posrečilo zasesti avstrijske jarke na Debeli Griži ter Mrzlem vrhu. Vendar zasedba ni trajala dolgo, saj jih je avstrijski protinapad pregnal na začetne položaje. V naslednjih dneh so se zvrstili napadi in protinapadi, ki so na obeh straneh terjali ogromno žrtev. Italijanski uspehi so bili pičli:tekom bitke so zasedli le nekaj avstrijskih jarkov pod Mrzlim vrhom nad Tolminom ter na koti 118 na Doberdobski planoti.

### 4. soška bitka (10. november – 5. december 1915)
Po prvih treh neuspelih bitkah se je 10. novembra 1915 začela 4. soška bitka. Njen namen je bil izsiliti vsaj nekaj uspeha pred zasedanjem italijanskega parlamenta decembra 1915. Cadorna je računal na utrujenost Avstro-ogrske vojske, ki je bila zapletena že v krvave spopade na vzhodnem in balkanskem bojišču. Napad je potekal pri Plavah na goriškem mostišču ter na Krasu. Na goriškem mostišču so Italijani poizkušali zasesti Sabotin, vendar brez uspeha, ko jim to ni uspelo so se preusmerili na Oslavje ter odsek med koto 184 in Pevmico, kjer so utrpeli hude izgube, zato so napad prekinili. Istočasno je potekal napad pri Plavah, italijanski juriši so si vrstili eden za drugim vendar brez uspeha. Podobno je bilo na Krasu, kjer je napad na celotni fronti črte spodletel zato so se napadalci usmerili na Šmihel, vendar je tudi ta napad spodletel. Boji so se na Krasu vlekli vse do konca novembra, pri tem pa je bil edini večji italijanski uspeh zasedba kote 124 pri Šmihelu. Medtem ko so Italijani pred bitko, med njo in po njej zlahka nadomeščali izgube, to ni veljalo za Avstro-Ogrske enote, ki so imele omejene zmogljivosti, celotna soška armada pa je bila po vsaki bitki na robu zloma. Reševale so jo le premestitve enote z drugih bojišč. 18. novembra 1915 so začeli Italijani načrtno in sistematično obstreljevati Gorico, pri čemer cilji obstreljevanja niso bile le vojaške tarče temveč tudi civilni objekti. Napad, ki je potekal tudi z granatami največjega kalibra, je med civilisti povzročil veliko žrtev. Večina preživelih pa se je odločila, da bo mesto zapustila. Do spopadov je prišlo tudi med Sočo in Mrzlim vrhom, vendar tam Italijani niso dosegli večjega uspeha. Napad so prekinili decembra, ko se je vreme v visokogorju poslabšalo.

### 5. soška bitka (11. marec – 16. marec 1916)
Po zimskem zatišju so zahodni zavezniki začeli na Italijo pritiskati, naj ponovno preide v napad ter tako razbremeni zaveznike na zahodni fronti. Cadorna je tako 6. marca 1916 začel s pripravami na novo ofenzivo. Ta se je začela 11. marca in je trajalo le pet dni do 16. marca. Glede na to, da so bili Italijani bolj ali manj prisiljeni v ofenzivo, je niso jemali precej resno. Spopadi so potekali pri Tolminu ter pri Gorici in niso prinesli nobenih večjih sprememb na fronti. Na Krasu si je italijanska vojska priborila nekaj jarkov, Avstro-ogrska vojska pa je ponovno zavzela več položajev v Krnskem pogorju (Vrata - Kota 1870). Izgube na obeh straneh so bile v primerjavi z ostalimi ofenzivami relativno majhne.

### 6. soška bitka (6. avgust – 17. avgust 1916)
Bitka na Tirolskem je Italijanom nekoliko prekrižala načrte o novi ofenzivi na Soči. Zaradi velikih izgub, ki so jih imeli tam, so napad prestavili na avgust 1916, prav tako so omejili velikost napada. Ta naj bi potekal na goriškem mostišču, glavni cilj napada pa je bilo zavzetje strateško pomembnih Sabotina in Šmihela. Za to nalogo so Italijani pripravili kar sedem divizij z močno topniško podporo. Priprave na napad so potekale v največji tajnosti, tako da Avstrijci niso nič posumili kaj jih čaka. Napad se je začel 4. avgusta zjutraj s slepilnim napadom na Doberdobu. Dan pozneje so italijanski topovi že začeli obstreljevati Gorico, Šmihel in Sabotin. Obstreljevanje se je 6. avgusta okrepilo tako, da je Avstrijcem takoj postalo jasno, da se je začela nova italijanska ofenziva. Ob štirih popoldne se je začel napad na Sabotin. Vrh, ki je za Italijane dolgo časa veljal kot neosvojljiv, je italijanska pehota od podpori topništva zasedla v pičlih štiridesetih minutah. Branilci, skriti v kavernah, zaradi učinkovitega italijanskega obstreljevanja niso videli prihajajoče italijanske pehote, tako da so ob njihovem napadu ostali ujeti v kavernah in so se morali kasneje vdati. Sedmega avgusta je po hudih bojih padel tudi Šmihel, južni steber obrambe Gorice. Ker so razmere za Avstro-ogrsko vojsko na desnem bregu Soče postajale vedno bolj kritične, je 8. avgusta zgodaj zjutraj prišel ukaz o umiku na levi breg Soče, zvečer pa še ukaz za umik iz Gorice. Po umiku so Avstrijci razstrelili solkanski železniški most. Zaradi umika iz Gorice so avstro-ogrske enote na Doberdobski planoti postale izpostavljene in jim je v primeru italijanskega napada grozila obkolitev. Da bi se Borojević temu izognil, je 9. avgusta izdal ukaz za umik z Doberdobske planote na novo obrambno črto Mirenski grad – kota 212 Nad Logom – Dol – Lokvica –Opatje selo – kota 208. Umik je bil izveden v noči z 9. na 10. avgust, ne da bi Italijani posumili, kaj se dogaja. Ko so ti zjutraj napadli, so ugotovili, da so napadli prazne položaje. V noči na 12. avgust so Avstrijci zaradi lažje obrambe še enkrat spremenili obrambno črto in jo premaknili še bolj proti vzhodu. Nenadni avstrijski umik iz Gorice je Cadorna poizkušal izkoristiti z novim prodorom proti Vipavski dolini, zato je na goriškem mostišču in Krasu ukazal neprestane napade, ki so se vrstili do 17. avgusta. Ti so sicer povzročili ogromno izgub na obeh straneh ter spravili avstro-ogrsko obrambo v ponovno krizo, vendar niso spremenili poteka frontne črte. Bitka se je zaključila popoldan 17. avgusta. Italijani so v njej izgubili preko 51.000 vojakov, vendar so izgube odtehtale zasedbo Gorice, ki je bila ena izmed glavnih ciljev italijanske vojske že vse od začetka vojne. To je bil eden redkih uspehov italijanske vojske na soški fronti.

### 7. soška bitka (13. september – 17. september 1916)
Še pred koncem 6. soške bitke se je Cadorna odločil, da bo s pritiskom na branilce nadaljeval. Cilj napada je bil Kras, odsek med reko Vipavo in Jadranskim morjem. Glavni cilj napada je bil Fajtji hrib in Trstelj, s katerih bi lahko Italijani nato v bok napadli avstrijske položaje severno in južno od tega hriba in tako ogrozili celotno fronto na Krasu. Napad se je začel 13. septembra z močnim topniškim ognjem, ki se je nadaljeval še 14. septembra na celotnem odseku od reke Vipave do morja. Ko se je ta preselil v avstrijsko zaledje, se je v napad podala pehota. Avstrijci so za razliko od prejšnjih bitk po njej udarili s topništvom in napadalcem povzročili velike izgube, vendar so le s težavo obranili svoje položaje. Italijani so napadali množično na različnih odsekih (Mirenski grad, Opatje selo, Lokvice). Najbolj krvavi so bili boji za Gorjupo kupo, 144 metrov visok hrib, ki je med boji večkrat zamenjal lastnika. Zaradi primanjkovanja vojakov so se branilci ponovno znašli v strahu, da se bo fronta vsak čas sesula. Reševale so jih le premestitve enot iz drugih bolj mirnih odsekov bojišča. In ko je že kazalo, da bo fronta vsak čas padla, je Avstrijce v zadnjem trenutku rešila italijanska neodločnost, ta neodločnost je Avstrijce reševala že v prejšnjih bitkah in tudi v vseh naslednjih. 17. septembra so se začeli kazati prvi znaki, da italijanska ofenziva pojenja, vendar le ne nekaterih odsekih; drugod so še vedno potekali krvavi boji, še posebej za koto 208, kjer so se kar vrstili napadi in protinapadi. Zvečer istega dne je Cadorna, ne da bi vedel kako blizu zmage je, preklical napad, saj ni želel do konca izčrpati svoje armade. Čeprav je bitka trajala le štiri dni, so bile izgube ogromne:preko 17.000 italijanskih in 15.000 avstrijskih vojakov je izginilo, umrlo ali bilo ranjenih.

### 8. soška bitka (9. oktober – 12. oktober 1916)
Je bila samo še ena izmed bitk, ki so potekale na Krasu. Trajala je med 9. in 12. oktobrom 1916. Glavni cilj napada sta bila strateško pomembna vrhova Fajtji hrib in Trstelj. Tako kot vedno so imeli Italijani premoč v številu vojakov kot tudi v številu topov in opremi. Avstrijci pa so se soočali še z eno težavo. Imeli so zelo slabe obrambne položaje, kar je onemogočalo učinkovito obrambo ter povečevalo izgube. Čeprav do bitke še ni prišlo, je italijansko topništvo med 7. in 8. bitko neprestano obstreljevalo avstrijske položaje na fronti in zaledju ter tako neprestano povzročalo izgube. Do prave bitke je prišlo šele 9. oktobra zjutraj, ko je topniški ogenj dosegel svoj vrhunec, ob poldne pa je sledil neuspešni napad pehote. Naslednji dan se je topniško obstreljevanje nadaljevalo, sledil je napad pehote na celotnem krasu. Med Šempetrom in Vipavo so Italijani prodrli 700 m v avstrijsko obrambo ter se nato ustavili, vsi poskusi avstrijskega protinapada so spodleteli. Na južnem odseku je severno od Lokvic branilcem uspelo zaustaviti napad, med Opatjim selom in Novo vasjo pa so Italijani zasedli celoten odsek in zajeli nekaj tisoč ujetnikov. Avstrijci so v zadnjem trenutku ustavili italijanski prodor preko Jamelj. Zaradi številnih spopadov, ki so se odvijali na Krasu med Opatjim selom in Kostanjevico je Avstrijcem začelo primanjkovati rezerv, poveljniki pa so se bali, da bo vsak čas prišlo do preboja. Nato pa je 12. oktobra prišlo do nenadnega preobrata. Italijanski ofenzivi je zmanjkalo zagona in napadi so ponehali, ne da bi se Italijani sploh zavedali kako blizu zmage so bili. Njihov večji uspeh je bil, da so prodrli kilometer in pol globoko na avstrijsko ozemlje in pri tem popolnoma izčrpali branilce. Za ta uspeh so plačali visoko ceno:izgubili so 254 častnikov in 19.488 vojakov, Avstrijci pa okoli 20.000

### 9. soška bitka (31. oktober – 4. november 1916)
Za 23. oktober so Italijani pripravljali novo ofenzivo na Krasu, vendar so jo zaradi slabega vremena prestavili na čas, ko se bo to izboljšalo. Avstrijci so napad pričakovali in s topniškim ognjem neprestano motili kopičenje čet nasprotnika, Italijani pa jim niso ostali dolžni, tako da je drugo polovico oktobra 1917 zaznamovalo neprestano topniško obstreljevanje, ki je vojakom v prvih bojnih črtah na Krasu dodobra načelo živce. Vreme se je 30. oktobra izboljšalo, zato so Italijani z močnim topniškim ognjem začeli priprave za napad pehote. Popoldan naslednjega dne je v napad krenila pehota in bila odbita. 1. novembra so poskusili znova, v napadu jim je uspelo osvojiti Cerje ter prodreti do Fajtjega hriba in Kostanjevice na Krasu. V avstrijski obrambi je zaradi visokih izgub nastala vrzel in grozilo je, da se bo fronta sesula. Avstrijce je v zadnjem trenutku, kot že mnogokrat prej, rešila italijanska neodločnost. 4. novembra so Italijani izvedli zadnji napad, vendar je bilo že prepozno, na bojišče so prispele avstrijske rezerve in napad se ni posrečil. Noč je je prinesla zatišje in tako je tudi ostalo, saj se je nad Sočo spustila zima v kateri večje operacije niso bile možne. Največji uspeh ofenzive je bil italijanski prodor do Kostanjevice, s čimer je v avstrijski obrambi nastal žep iz katerega so Italijani s topniškim ognjem obvladovali avstrijsko zaledje severno od Krasa in položaje pri Gorici. Ta uspeh so Italijani plačali s krvjo 28.100 vojakov in 825 častnikov. Avstrijcem se ni godilo nič bolje-njihove izgube so bile podobne italijanskim.
Med bitko je bilo zelo aktivno tudi italijansko letalstvo, ki je bombardiralo Trst, Sežano, Dutovlje in Miramar.

### 10. soška bitka (12. maj – 5. junij 1917)
Po polletnem zatišju so se Italijani in Američani marca 1917 začeli pripravljati na novo ofenzivo na Soči. Zbrali so 900 bataljonov z 3.000 lahkimi in 2.100 težkimi topovi. Kljub občutnemu povečanju velikosti in moči italijanske armade je bil Cadorna mnenja, da ni dovolj močen da ukaže novo ofenzivo. Računal je na zavezniško pomoč, vendar so ga ti zaradi težav na zahodni fronti zavrnili in je bil tako prepuščen lastni iznajdljivosti. Cilj napada je bil goriški odsek fronte in Kras v dolžini 50 km. Pripravljenih so imeli 16 divizij na Krasu in 13 divizij med Vipavo in Ajbo. V primerjavi s prejšnjimi ofenzivami je bila ta malo bolj domišljena. Ofenziva naj bi se začela s topniškim obstreljevanjem na celotni soški fronti, nato pa bi napadla pehota na goriškem odseku. Ta napad naj bi Avstrijce prepričal, da je tam težišče nove ofenzive in bi ti tja premestili večino svojih enot. Temu pa bi nato sledil napad na Krasu. Avstro-Ogrska armada je ofenzivo pričakala pripravljena, saj je bilo zaradi zaprtja vzhodne fronte možno večino enot premestiti na Sočo. Napad se je začel 12. maja po pričakovanjih z močnim topniškim ognjem, ki je trajal tri dni, nato pa je sledil napad italijanske pehote. Že prvo noč napada se je avstrijski obrambi skoraj zgodila katastrofa, ko se je Italijanom posrečilo zasesti Sv. Goro, vendar tam niso ostali dolgo, saj so jo Avstrijci v protinapadu zasedli nazaj. Nekoliko bolj proti severu pri Zagori je Italijanom uspelo prečkati Sočo in zasesti levi breg. Branilci so se morali umakniti na Kuk za katerega so v naslednjih dneh potekali srditi spopadi. Italijani so ga dokončno zasedli 17. maja. Zaradi tega so morali Avstrijci svoje enote umakniti iz bližnje Prižnice saj jim je grozila obkolitev. Italijanski napad se je nato usmeril v smeri grebena Vodice-Sv. Gora, ki pa ga Italijanom kljub obsežnemu topniškemu ognju in večkratnim napadom pehote ni uspelo zasesti, boji so ponehali 20. maja zvečer.
Po dveh dneh premirja so Italijani 23. maja, na drugo obletnico vstopa Italije v veliko vojno, napadli na Krasu ter istočasno na grebenu Vodice-Sv. Gora. Na grebenu Vodice-Sv. Gora niso dosegli večjega uspeha, so pa imeli več uspeha na Krasu, kjer so zasedli več strateško pomembnih položajev, Avstrijci pa so se morali z obrambne črte 1a (Kostanjevica-Hudi Log-Jamlje-Tržič) umakniti na 2c (Kostanjevica-Medja vas-Devin). Cadorna je bil z izidom zadovoljen, zato je 28. maja ukazal ustaviti ofenzivo. Nato pa je 4. junija na Krasu prišlo do popolnega preobrata. Avstrijci so presodili, da so se po italijanski ofenzivi znašli v zelo neugodnem položaju, zato so, da bi na bojišču izboljšali svoje obrambne položaje, izvedli protinapad in Italijane ujeli popolnoma nepripravljene, saj se na nekaterih mestih sploh niso branili. Do večera, ko je bil protinapad ustavljen, je v ujetništvo odkorakalo 7.000 italijanskih vojakov, napadalci pa so dosegli večino zastavljenih ciljev z zasedbo obrambne črte 1c (Kostanjevica-Grmada-Devin). Dan kasneje so Italijani izvedli protinapad, ki pa se ni posrečil, celo nasprotno:med njim so izgubili še nekaj ozemlja, v ujetništvo pa je odkorakalo 10.000 italijanskih vojakov, trije polki pa so se celo vdali brez boja.
Tako kot vsako bitko je število mrtvih, pogrešanih, ranjenih in ujetih naraščalo za današnje razmere v nepredstavljive številke. Italijani so imeli 36.000 mrtvih, 96.000 ranjenih in 27.000 zajetih. Avstro-Ogrska je imela 7.300 mrtvih, 45.000 ranjenih in 23.400 zajetih. Izgube so najbolj prizadele Italijansko vojsko, ki ni bila vajena takega masovnega klanja. 15. julija so se uprli vojaki v vasi Santa Maria la Longa severno od Palmanove. Upor je bil krvavo zatrt z ustrelitvijo upornih vojakov in desetkanjem (ustreljen je bil vsak deseti vojak tudi če ni bil kriv).

### 11. soška bitka (17. avgust – 15. september 1917)
Komaj se je avgusta 1917 dobro končala 10. soška bitka, se je že začela 11. soška bitka, najbolj krvava bitka od vseh na soški fronti. Da se ponovno nekaj pripravlja, so začeli Avstrijci slutiti po povečanem številu italijanskih prebežnikov, niti približno pa, da so Italijani na nasprotni strani bojne črte skoncentrirali 567 bataljonov z 1.282 lahkimi, 2.148 lahkimi in srednje težkimi topovi ter 1.752 minometi. Cilj novega napada je bil južni odsek fronte. Tretja armada je dobila nalogo zasesti Kras, 2. armada pa Banjšice in Trnovski gozd. Napadi na tolminskem mostišču pa naj bi bili le slepilni. Avstrijski soški armadi se med spopadi ni dobro godilo, na razpolago je imela le 249 izčrpanih bataljonov z 1.113 lahkimi, 353 srednjimi in 56 težkimi topovi. Kot so Avstrijci predvidevali, se je ofenziva začela 18. avgusta 1917, v zgodnjih jutranjih urah, z masovnim topniškim obstreljevanjem vse od Mrzlega vrha do Jadranskega morja na skrajnem jugu soške fronte. Obstreljevanje je trajalo 24 ur, v zgodnjih jutranjih urah 19. avgusta pa se je v napad pognala italijanska pehota. Italijani so med Desklami in Avčami zgradili več potonskih mostov, preko katerih so ob kritju topništva prečkali Sočo. Na levem bregu se je vnel oster boj. Pod močnim italijanskim pritiskom so se začele avstrijske vrste redčiti, zato so se ti začeli umikati na Banjško-Lokovško planoto, kjer so se srditi boji nadaljevali. Po treh dneh krvavih bojev je bilo videti, da se bo frontna črta na Banjšicah vsak čas zlomila, zato je Borojević v noči iz 23. na 24. avgust ukazal umik na novo obrambno črto. Avstro-Ogrska armada je imela srečo, saj se je italijansko napredovanje zaradi pomanjkanja topniške podpore in utrujenosti vojakov nenadoma ustavilo. Istočasno je potekala srdita italijanska ofenziva na Krasu, hudi boji so potekali za Kostanjevico na Krasu ter frontno črto v okolici Sela na Krasu, kjer so se morali Avstrijci umakniti na novo obrambno črto. S protinapadom so poskušali osvojiti stare položaje, vendar se jim kljub visokim izgubam to ni posrečilo.
24. avgusta je padla Sv. Gora, boji so se zato preselili na sosednji Škabrijel, ki je postal steber obrambe Vipavske doline. Hrib je obstreljevalo več kot 700 topov in nekaj sto minometov. Cadorna je trdil, da je bilo to najbolj gosto topniško obstreljevanje na kvadratni kilometer ozemlja v celotni veliki vojni. Boji za vrh Škabrijela so bili tako zelo siloviti, da je vrh v nekaj dneh, konec avgusta in začetek septembra, kar nekajkrat zamenjal lastnika. Na koncu je vrh ostal pod avstrijskim nadzorom, vendar Italijani s poizkusom zavzetja vrha niso odnehali. 6. septembra so znova poskusili, le da so tokrat nekoliko spremenili svojo taktiko. S topniškim ognjem so želeli branilce odrezati od zaledja in jih dobesedno zmleti na njihovih položajih. Tako so med 8. in 10. septembrom na avstrijske položaje izstrelili preko 45.000 granat različnih kalibrov. 11. septembra se je v napad na vrh pognala italijanska pehota in bila poražena, zato se je morala umakniti na svoje položaje. Čeprav so Avstrijci obdržali vrh je usoda Škabrijela visela na nitki, saj so bili italijanski položaji tik pod njegovim vrhom in je kazalo, da lahko ta ob močnejšem italijanskem napadu pade v njihove roke. 12. septembra so Avstrijci sprožili ofenzivo in v jurišu zavzeli italijanske položaje pod vrhom. Italijani so izgubljeno poskušali dobiti nazaj, vendar brez uspeha. Po 13. septembru so boji za Škabrijel počasi ponehali, s tem pa tudi celotna italijanska ofenziva.
V sedemindvajsetih dneh italijanske ofenzive je padlo 40.000 in bilo ranjenih 108.000 italijanskih vojakov, na Avstro-Ogrski strani je bilo 10.000 mrtvih, 45.000 ranjenih, 20.000 obolelih in 30.000 pogrešanih vojakov. Z vsemi temi izgubami na obeh straneh je bila 11. soška bitka najbolj krvava bitka od vseh na soški fronti, s tem pa se je približala velikim bitkam na zahodni fronti. Če bitko gledamo iz dveh zornih kotov, napadalca in branilca, lahko rečemo da sta bili zmagovalki obe strani. Italijanom je uspelo resno ogroziti avstrijske obrambne položaje na južnem delu soškega bojišča. Zasedli so polovico planote Banjšic in Sv. Goro, skoraj jim je uspelo zasesti še Škabrijel, če bi se jim to posrečilo, bi se fronta na južnem delu bojišča verjetno sesula, s tem pa bili ogroženi tudi ostali odseki fronte. Avstrijci pa so bili zmagovalci, ker jim je v nemogočih razmerah uspelo obraniti celotno fronto, saj je bila Avstro-Ogrska monarhija leta 1917 po treh letih vojne in treh frontah že popolnoma izčrpana in ji je primanjkovalo tako vojakov kot materiala. Avstro-Ogrski generali so s strahom čakali, kaj se bo zgodilo z naslednjo italijansko ofenzivo na Soči.

### 12. soška bitka (24. oktober – 27. oktober 1917)
Enajst soških bitk je dodobra izčrpalo obe armadi. Zaradi visokih izgub je znotraj italijanske vojske vrelo. Vrstile so se vdaje brez boja in dezertacije, pomagala niso več ne hitra vojaška sodišča ne železna disciplina. Ko se je končala 11. bitka, so Italijani začeli priprave na novo bitko, vendar so v zadnjem trenutku ugotovili, da ta v trenutnih razmerah ni izvedljiva, zato je Cadorna 19. septembra 1917 ukazal obrambo na celotni fronti. Na avstrijski strani ni bilo nič bolje, res da se je sprostila vzhodna fronta, vendar dvojna monarhija izgub na fronti po štirih letih vojne enostavno ni morala več nadomeščati. Vojaki so bili siti vojne, v samo enem mesecu so imeli 30.000 pogrešanih (večina se je brez boja vdala ali dezertirala). Borojevića je bilo upravičeno strah nove italijanske ofenzive. V prejšnjih enajstih ofenzivah je pokazal veliko taktičnega znanja in inovativnosti pri obrambi, vendar je imel tudi veliko sreče, saj ga je reševala italijanska neodločnost ter do določene mere tudi nesposobnost. V avstro-ogrskem poveljstvu so se bali, da se bo v naslednji bitki njihova sreča iztekla, zato so začeli pripravljati svojo ofenzivo, s katero bi Italijo prisilili v separatni mir in končanje vojne.
Ofenziva naj bi se začela v zgornjem Posočju v smeri Bovca in Tolmina, kjer je bilo večino bitk zatišje in so bili italijanski položaji najmanj zasedeni. Analize so pokazale da Avstro-Ogrska sama ne bo zmogla izvesti napada in da nujno potrebuje pomoč Nemčije. Ti nad Avstro-Ogrskim predlogom sprva niso bili najbolj navdušeni, saj so imeli že sami dosti težav na zahodni fronti, kjer so poleti leta 1917 divjale krvave bitke v Flandriji in Verdunu. Pomoči je najbolj nasprotoval general Ludendorff, pomočnik načelnika nemškega vrhovnega poveljstva, ki je bil vojaški genij in je vodil vse operacije nemške vojske. Ta se je bal, da ne bo mogel zagotoviti enot ter da Nemci ne bodo kos visokogorju. Njegov nadrejeni feldmaršal Hindenburg, je videl stvar nekoliko širše. V primeru poraza Avstro-Ogrske bi bila poražena tudi Nemčija, zato je bila pomoč nujna. V Posočje je poslal posebno skupino, da preuči možnosti za napad. Njeno poročilo je bilo pritrdilno, vendar s številnimi zadržki, dokončna odločitev pa je bila potrjena 9. septembra. Kodno ime nove ofenzive je bilo Zvestoba v orožju (Waffentreue) za ofenzivo pa so Nemci ustanovili 14. armado, ki ji je poveljeval general Otto von Below. Nemci so prevzeli celotno načrtovanje in vodenje ofenzive medtem ko je Avstro-Ogrska poveljevala celotni fronti proti Italiji.
Za datum napada je bil določen 22. oktober 1917. Priprave nanj so se morale začeti takoj, saj so morali prehiteti zimo in sneg, ki sta v hribe prišla zgodaj. Priprave so potekale temeljito. Da Italijani ne bi nič posumili, so Nemci zagotovili 100 lovskih letal in protiletalsko obrambo, da je odganjala italijanska opazovalna letala. Vsi premiki vojaštva in opreme so potekali ponoči; da bi zavedli Italijane, so nekatere enote premestili na južni del fronte, v zadnjih dneh priprav pa nato na sever. Da bi preprečili prebege na sovražnikovo stran in s tem morebitno razkritje načrtov, so enote zadrževali v zaledju. Na fronto so jih premestili šele dan pred in celo nekaj ur pred samim začetkom ofenzive. V dneh pred prebojem so bile ceste, železnice in žičnice proti fronti izredno obremenjene, za prevoz vojakov in materiala so uporabili celo rudniški rov rabeljskega rudnika. Avstro-Ogrska je v dneh pred ofenzivo na bojišče za svoje topove pripeljala milijon granat, Nemci pa pol milijona, za kar so potrebovali preko 2.000 železniških vagonov. Dostava granat na topniške položaje visoko v hribih je zahtevala nadčloveške napore, saj so granate tehtale od 6 kg do 42 kg, najtežja pa celo 287 kg, zaradi česar je oskrba visoko v gorah zamujala.
10. oktobra je začelo deževati, kar je imelo določene prednosti in slabosti. Slabo vreme je skrilo priprave na ofenzivo, vendar je hkrati tudi onemogočalo nemoteno oskrbo bojišča in premik čet. Zaradi neprestanega dežja, ki je padal kar dvanajst dni, ter mraza je morala vojakov padla, veliko jih je tudi zbolelo, saj so dolgi marši s polno bojno opremo in slabo vreme naredili svoje. Zaradi teh težav je poveljstvo napad prestavilo na 24. oktober.
Ključnega pomena pri napadu je bilo topništvo. To je s pripravami začelo 8 dni pred samimi napadom, saj so topi potrebovali korekcijsko streljanje, na podlagi katerega so določili elemente za vsak cilj posebej. Korekcijsko streljanje je bilo izvedeno tako, da Italijani niso posumili, da se bliža napad. Na dan napada je bila načrtovana kratka 6 urna topniška priprava, od tega samo enourno rušilno topniško obstreljevanje. Ker so imeli Italijani dobro utrjene obrambne položaje, so se Nemci odločili, da bodo v topniški pripravi uporabili plin. V zgornjem Posočju pa so pripravili tudi napad s plinskimi minami. Poleg italijanskih obrambnih položajev so bila cilji topništva tudi poveljstva in komunikacije.
Na drugi strani obrambne črte so Italijani na podlagi obveščevalnih podatkov začeli sumiti, da se nekaj pripravlja, vendar nikakor niso znali organizirati učinkovite obrambe, tako da so poveljniki posameznih odsekov fronte ukrepali tako, kakor so mislili, da je najbolje zanje. Poleg tega so Avstro-Ogrski napad pričakovali na Banjšicah in ne v zgornjem Posočju, kot so kazali obveščevalni podatki. Temu primerno so bile razporejene tudi italijanske rezerve in topništvo. Italijani niso ukrepali niti zadnje dni pred 24. oktobrom, ko so na njihovo stran prebegnili številni Avstro-Ogrski častniki in podčastniki s podrobnimi dokumenti napada. Dan pred napadom pa so celo prestregli telefonski pogovor. Vse, kar so Italijani naredili je, da so nekaj ur obstreljevali avstro-ogrske položaje, nato pa se je stvar umirila. Italijani niso bili pripravljeni tudi na uporabo bojnih strupov, marsikateri vojak ni imel plinske maske, pri tistih, ki so jih imeli, pa niso bile kvalitetne in niso ščitile pred vsemi bojnimi strupi. V noči s 23. na 24. oktober se je vreme močno poslabšalo, v dolinah je močno deževalo, v hribih snežilo.
Napad se je začel 24. oktobra 1917 ob 2:00 z močnim topniškim obstreljevanjem med Rombonom in Seli pri Volčah. Mešanca navadnih in plinskih granat je hitro utišala italijansko topništvo ter v nekaj urah razbila in zaplinila italijanske obrambne položaje. Obstreljevanje je trajalo do 4:30, temu je sledilo zatišje, ob 6:30 pa se je začelo rušilno obstreljevanje, v katerem so sodelovali topovi največjega kalibra. Cilj tega obstreljevanja so bile utrdbe in dobro utrjeni topniški položaji. Obstreljevanje je trajalo do 7:45, pri čemer so zadnje pol ure topovi streljali z največjo hitrostjo. Ob 9:00 se je začel napad pehote. Napadalci so Bovec zasedli brez odpora, italijanska obrambna črta je bila tam popolnoma uničena. Plinski napad z minami je v zajedi Naklo med Bovcem in vasjo Čezsoča pomoril med 500 in 600 italijanskih vojakov. Na Ronbonu nad Bovcem Avstrijci niso imeli take sreče napad je bil v visokem snegu in snežnem metežu, ki je še trajal skoraj nemogoč. Italijanske položaje so zasedli šele proti večeru ko so se ti pod topniškim kritjem umaknili iz njih ter se tako za las izognili obkolitvi. V dolini so se Italijani po padcu prve obrambne črte umaknili na drugo obrambno črto pri Podčelu. Tam so napadalce zadržali do večera, ko so se umaknili na tretjo obrambno črto, ki je bila na Kobariškem Stolu, s tem so naredili taktično napako saj so tako napadalcem omogočili prosto pot proti Učji. Na Kalu (konec grebena Krn-Krnčica-Vršič) so Avstrijci sprožili podzemno mino in nato zasedli italijanske prve obrambne položaje. Zasedli so tudi drugo italijansko obrambno črto med Krasjim vrhom in planino Jama. Da bi se izognili obkolitvi, so Italijani brez boja, v noči s 24. na 25. oktober zapustili položaje na Krasjem vrhu in na planini Predolina, s tem pa so odprli prosto pot do Kobarida. V krnskem pogorju so Avstrijci zasedli Batognico ter prebili italijanske položaje med Batognico in Mrzlim vrhom. Italijani so se upirali na črti Krn – Kožljak - Pleče vendar so se morali že naslednji dan umakniti proti Kobaridu, saj je bila obrambna črta prebita pri Vrsnem.
Pri Tolminu so se zjutraj 24. oktobra 1917 v napad podali Nemci. Ena smer napada je potekala v smeri Kobarida, druga pa v smeri Kolovrata. Že v prvem naskoku so zasedli italijansko prvo obrambno črto in se takoj podali proti Kobaridu. Slabo vreme in neorganiziran italijanski odpor je Nemcem omogočal hitro napredovanje tako, da je bil Kobarid pozno popoldne že v nemških in avstro-ogrskih rokah. Tam so zajeli bogat vojni plen preko 2.000 italijanskih vojakov ter celo italijanskega generala Farisoglia in njegov štab. Do večera so Nemci v dolini brez resnejšega odpora prebili vse tri italijanske obrambne črte in zvečer zasedli Robič. Na svoji 18 kilometrski poti so zajeli preko 10.000 ujetnikov, kar je bil za pozicijski način vojskovanja uspeh brez primere, pri tem pa sami niso imeli večjih izgub. Dogodek je kasneje, v propagandne namene, dobil ime Čudež pri Kobaridu.
Druga smer nemškega napada je potekala v smeri Kolovrata. S tem so želeli preprečiti morebitni italijanski bočni napad na nemške enote, ki so prodirale po dolini Soče. Na dan napada so Nemci brez večjega odpora zasedli Veliki Špik in napredovali do vasi Kamnica ter Kavčičeve planine, kjer so zasegli večje število italijanskih topov. Ko so popoldne prispeli do Hlevnika, so presenečeni ugotovili, da sploh ni branjen, zato so še isti dan napredovali proti 1.115 m visokemu vrhu Na gradu, stebru obrambe Matajurja, ki so ga v naskoku zasedli pozno popoldne. Nekoliko bolj južno je potekal napad iz smeri Čiginja, kjer so se Nemci znašli pred dobro utrjenimi in branjenimi italijanskimi položaji. Italijanska obramba je popustila šele, ko so Nemci prišli za njihov hrbet, zvečer jim je v naskoku uspelo zasesti Očno in Ježo. Na skrajnem jugu tolminskega mostišča so v napad krenili vojaki Avstro-Ogrske. Zaradi preobremenjenih komunikacijskih poti so na bojišče prišli zadnji trenutek ter napadli italijanske položaje brez topniške priprave, kar je med napadalci povzročilo velike izgube. Preboj je kljub temu uspel in zasedli so Pavličev grad, Javor, Verdo, pozno popoldan pa še Grad, s čimer so od zaledja odrezali italijanske divizije na Banjšicah.
Zaradi pretrganih telefonskih povezav je prvi dan napada italijansko poveljstvo popolnoma izgubilo pregled nad bojiščem. Redka poročila, ki so prihajala z bojišča, so v poveljstvo vnašala zmedo tako, da to sploh ni ukrepalo ali pa so bili ukrepi napačni in nezadostni. Do večera prvega dne ofenzive je bila v italijanski fronti že več kot 30 km dolga vrzel, poveljstvo pa ni doumelo, da se je s prebojem vseh treh obrambnih črt pozicijski način bojevanja spremenil v gibljiv. Vse italijanske enote, ki so takrat ostale v hribih in naj bi predstavljale stebre obrambe, so se znašle obkoljene, le da tega še niso vedele. Kaj jih je doletelo, so ugotovili šele dan kasneje, 25. oktobra, vendar takrat je bilo že prepozno, saj je na italijanski strani zavladalo popolno razsulo. Drugi dan ofenzive so Avstrijci in Nemci že skoraj popolnoma nadzorovali doline. V brezizhodnem položaju so se italijanske enote množično vdajale, odpor italijanskih vojakov je bil na nekaterih odsekih zagrizen vendar nesmiseln. Drugi dan ofenzive so Nemci zasedli Nagnoj, Kuk ter nato vas Livek, v dolini pa so prodrli do Robiča. 26. oktobra so Avstrijci zasedli Kobariški Stol ter začeli prodirati proti Breškemu Jalovcu ter dolini, kjer so zgodaj zjutraj zasedli Breginj ter zajeli 5.000 italijanskih vojakov. Medtem so Nemci dokončno zasedli Matajur, napadu je poveljeval nadporočnik Erwin Rommel, ki je sodeloval že pri zasedbi Kolovrata. Po zasedbi te zadnje strateško pomembne točke nad Sočo so nemške enote napredovale proti Nadiži. Popoldne je padel Hum, zvečer pa še Breški Jalovec, s čimer je bila odprta pot v Beneško nižino.
Cadorna je 27. oktobra malo po polnoči že vedel, da je bitka za Sočo za Italijane dokončno izgubljena, zato je ob 2:30 izdal ukaz za umik ostankov 2. in 3. armade čez reko Tilment ter umik 4.armade iz Karnijskih Alp. Ukaz je na ceste proti zahodu med Karnijskimi Alpami in Jadranskim morjem pognal skoraj 2 milijona vojakov in 400.000 beguncev. Sprva urejeni umik se je sprevrgel v panični beg, častniki so začeli zapuščati enote, vojaki pa so začeli odmetavati orožje in opremo ter vse, kar jih je oviralo pri begu. Popoldne je Videm zapustil Cadorna in njegovo poveljstvo. Zvečer so Nemci zasedli Čedad in že napredovali proti Vidmu. V noči s 27. na 28. oktober je padla Gorica. Zadnje italijanske enote so se čez Sočo umaknile 28. oktobra zjutraj, s čimer so se po 885 dneh boji ob Soči končali.

## Oskrbovanje fronte
Zaradi geografskega položaja soške fronte se je njeno oskrbovanje izkazalo za izredno težavno. Prve mesece vojne so do bojišča vodile le maloštevilne poti, ki niso bile primerne za premike večjega števila vojaštva in opreme. Najbolj težavni so bili gorati severni odseki fronte ter slabo poseljene kraške planote na južnem odseku fronte. S hudimi logističnimi težavami zaradi slabih cestnih povezav so se srečevali Avstrijci. Do Bovca na severnem odseku fronte je bilo mogoče dostopati le preko prelaza Predel. Pot preko njega se je izkazala za nevarno, saj je bil prelaz v dometu topov iz italijanskega Nevejskega prelaza. V iskanju bolj varnih alternativ so začeli leta 1915 graditi cesto čez prelaz Vršič, preko katerega je pred tem peljala le ozka gorska steza. Naslednji večji dostop do fronte je bil šele pri Mostu na Soči, kjer sta se združili cesti iz Idrije in Podbrda ter bohinjska železnica. Proti jugu so velik problem predstavljale kraške planote. Ena takih so bile Banjščice, slabo poseljena divja kraška planota, kjer je kronično primanjkovalo vode. Če so želeli Avstrijci obdržati ta del fronte, so morali preko planote zgraditi številne poti in ceste, ki so tja vodile iz Idrije ter prav tako divjega Trnovskega gozda nad Vipavsko dolino. Na goriškem in kraškem odseku fronte je bilo nekoliko manj težav, saj je bilo več cest, teren pa je bil manj zahteven in divji. Ta dva odseka fronte sta se oskrbovala iz bližnje Vipavske doline. Kjer cest ni bilo ali jih zaradi zahtevnega terena ni bilo mogoče graditi, so gradili številne mulatjere in vojaške žičnice ter tako olajšali oskrbo bojišča. Tak primer je mulatjera, ki je od Slapa Savica vodila vse do Krnskega jezera, vzporedno z njo pa je bila speljana še žičnica, ki se je zaključila na Peskih v krnskem pogorju. Med boji se je izkazalo, da transport po cestah ne dohaja potreb bojišča, zato so vzporedno s cestami začeli graditi številne ozkotirne železnice, ki so povečale kapaciteto in skrajšale čas prevoza tovora.
V nekoliko boljšem položaju so bili Italijani, saj v svojem zaledju niso imeli neprehodnega terena in mogočnih gorskih masivov. Kljub temu so se v visokogorskem svetu srečevali s podobnimi težavami kot Avstrijci, zato so za oskrbo svojega dela fronte gradili številne mulatjere in žičnice. Na Matajur so celo pripeljali cesto.
Obe strani sta za oskrbo vojaštva zgradili še številne vodne zbiralnike, vodovode, letališča, skladišča, bolnice, itd.

### Prelaz Vršič in Predel
Dolga stoletja je bil prelaz Predel edina povezava med Beljakom in Posočjem, zato je bil izrednega strateškega pomena. Za njegovo varovanje so v njegovi okolici zgradili kar štiri utrdbe, ki pa so z izbruhom 1. svetovne vojne postale zastarele in tako neprimerne za neposredni boj. Velika slabost tega prelaza je bila, da je bil v dosegu topov iz bližnjega Nevejskega prelaza, ki so ga zasedli Italijani. Promet preko njega je bil možen le v nočnem času in v slabem vremenu, kar je resno vplivalo na redno oskrbo bojišča. Da bi se izognili italijanskemu obstreljevanju, so vzhodno od prelaza Predel čez 1611 metrov visok Kranjski vrh (danes Vršič) začeli graditi cesto v Trento.
Gradnja vršiške ceste se je začela maja 1915, ko je v hribih skopnel še zadnji sneg. Za delo na gradbišču je bilo določenih 10.000 ruskih ujetnikov, ki so bili nastanjeni v barakah od Kranjske Gore do Trente. Ujetniki so bili slabo oblečeni, pestile so jih mnogovrstne bolezni in izčrpanost, zato jih je veliko umrlo, pa tudi avstrijski stražarji so z njimi grdo ravnali. Novo cesto so potrebovali za oskrbo bojišča v zgornjem Posočju, poimenovali so jo >>Erzherzog Eugen Strasse<< po nadvojvodi Evgenu. Ruski ujetniki so pod avstrijskim vodstvom širili in utrjevali že obstoječo cesto, gradili viadukte in mostove, klesali kamenje ter opravljali različna zemeljska dela. Dela so hitro napredovala, tako da je bila cesta prevozna že od konca leta 1915. Zaradi nevarnosti plazov so ujetniki vso zimo 1915-1916 gradili protilavinske stebre in strehe, ki naj bi cesto zavarovali pred plazovi. Zaradi hude zime se je 8. marca s pobočja Mojstrovke udrl plaz, ki je pod seboj pokopal več deset ruskih vojnih ujetnikov. V izogib novim plazovom so v naslednjih mesecih cesto prestavili nekoliko višje. Zaradi svoje pomembnosti je bila cesta odprta vse dni v letu ter ob vseh vremenskih razmerah. Tako kot za gradnjo so tudi za vzdrževanje ceste skrbeli ruski ujetniki. Ob cesti so za namene verske oskrbe ujetniki zgradili Rusko kapelico.
Da bi povečali promet čez prelaz, so vzporedno s cesto zgradili še tovorno žičnico. Razdeljena je bila na več odsekov z začetno postajo v Kranjski Gori. Poganjala jo je elektrika, ki so jo dobili iz hidroelektrarne na reki Pišnici, ki so jo zgradili prav v ta namen.

### Železnica
Zaradi pomanjkanja konj in motorne vleke je bil promet na cestah močno okrnjen. Edina prava alternativa je ostala železnica. Bohinjska proga je bila v času vojne zaradi svoje kapacitete zelo pomembna za oskrbovanje avstro-ogrske armade na Soški fronti. Na začetku vojne je vlak vozil vse do Mosta na Soči, po italijanski 6. ofenzivi pa so zaradi nenehnega topniškega obstreljevanja vlaku dovolili vožnjo le še do Grahovega pri Bači. Med vojno so drugi tir v bohinjskem predoru usposobili za motorni promet. Kot alternativo tej progi so zgradili ozkotirno železnico med Logatcem in Črnim Vrhom z odcepom proti Idriji. Najprej so naredili ozkotirno konjsko železnico Logatec–Godovič–Zadlog (Črni Vrh)–Lokve (Poncala). Septembra 1916 so potegnili še krak od Godoviča proti Idriji, ki so ga v času priprav na preboj soške fronte podaljšali do Dolenje Trebuše. Proga je bila dograjena 18. oktobra 1917 in je bila v uporabi samo do preboja fronte pri Kobaridu 24. oktobra 1917.
Za oskrbo krnskega bojišča je bila v Bohinju zgrajena ozkotirna železnica Bohinjska Bistrica - Zlatorog na konjsko vleko. V Bohinjski Bistrici so del tovora namenjenega na tolminsko bojišče preložili na ozkotirno železnico ter ga nato preko proge, sistema žičnic in mulatjer čez Komno in Bogatinsko sedlo dostavili na krnsko bojišče.
Progo so varovale posebne vojaške enote črnovojniki, ki so se uradno imenovale Cesarsko kraljeva črnovojniška železniška varstvena stotnija. V njih so bili moški stari od 37 do 42 let, ki niso bili sposobni za vojskovanje.

### Žičnice
Gradili so jih tam, kjer je bila dostava tovora zaradi težko dostopnih območij otežena. Gradili in skrbeli so zanje posebni žičniški oddelki v sestavi železniškega polka. Avstrijci so na soški fronti zgradili 245,7 km eno in večtirnih žičnic. Najdaljši sitem žičnic je bil postavljen na relaciji Zlatorog - Bogatinsko sedlo - krnsko bojišče z odseki proti Peskom in čez Planino Duplje, Prehodce, Planino na Zgornjih Prodih do izvira Tolminke. Bojišča na Mrzlem vrhu in Vodelu so oskrbovali tudi z žičnico s planine Polog, prek Planine Sleme do Zastenarjeve planine, težko dostopne položaje na območju Javorščka, Vršiča in Lipnika pa z manjšimi žičnicami iz doline Lepene, planine Golobar in Drežnice. Žičnica je vsak dan pripeljala med 40 in 50 ton tovora. Žičnico so speljali tudi iz Kranjske Gore preko prelaza Vršič do Kala-Koritnice. Ta je vsak dan pripeljala okoli 200 ton tovora.

### Ceste
Med vojno je bilo potrebno v visokogorju zaradi oskrbe zgraditi veliko novih cest. Najbolj znana je bila cesta prek Vršiča, istočasno so gradili tudi druge ceste oz. mulatjere, ki pa danes niso tako zelo znane. Ruski ujetniki so zgradili mulatjero od Slapa Savica do Bogatinskega sedla, od tu pa potem do Peskov in Planine Duplje pri Krnskem jezeru. Na planini se je priključila še pot iz Lepene, kjer je bila tudi vojaška žičnica. Ceste in poti so bile odprte vse dni v letu, tudi pozimi ob slabem vremenu. Zaprli so jih le v primeru velikih količin snega in nevarnosti plazov. Zaradi gostega prometa so ceste med Škofjo Loko in Posočjem neprestano širili ter tako povečevali pretočnost, mostovom pa povečevali nosilnost. Zgrajena je bila tudi cesta iz Bohinjske Bistrice čez Zgornjo Sorico do Petrovega Brda. Za gradnjo in vzdrževanje cest so bili po navadi zadolženi ruski vojni ujetniki.

## Žrtve in vojna škoda
Življenje ob Soči se je ljudem že z začetkom vojne leta 1915 korenito spremenilo. Zaradi bližine fronte sta obe strani izpraznili bližnje vasi. Avstrijske oblasti so izselile okoli 80.000 Slovencev iz Goriške in Posočja, italijanske zasedbe so izgnale med 10.000 in 12.000 Slovencev. Okoli 5000 Slovencev se je zbralo v Brucku na Leihti in tam dočakalo konec vojne. Slovenski begunci, ki so jih Italijani pregnali v Italijo, so živeli v begunskih domovih. V soških bitkah je padlo preko 300.000 vojakov, ki so jih pokopali v kostnicah in vojnih pokopališčih (nekatera so ohranjena še danes).
Poleg vojnih žrtev pa je bilo še veliko civilnih žrtev, mednje sodijo tudi ljudje, ki so umrli v begunskih taboriščih. Veliko ljudi je umrlo tudi zaradi bolezni (kolera), ki jih je prinesla vojska. Uničenih in poškodovanih je bilo veliko hiš, mostov in kulturne dediščine. Posledice so bile tudi uničeno in zastrupljeno naravno okolje.
V spomin na največjo gorsko bitko v vsej vojaški zgodovini, na prvo bliskovito vojno v zgodovini vojn in najuspešnejši preboj v 1. svetovni vojni, je bil 20. oktobra 1990 v Kobaridu odprt Muzej 1. svetovne vojne. Muzejska zbirka je postavljena v prostorih Mašerovega kmečkega dvorca iz 18. stoletja, ki je bil kulturno in politično zbirališče Kobaridcev od srede 19. stoletja dalje.
Leta 1938, torej v času fašizma, so Italijani na Gradiču okoli cerkve svetega Antona zgradili kostnico v 1. svetovni vojni padlih italijanskih vojakov. Med vojno in po njej je bilo zgrajenih v spomin na padle vojake različnih narodov, ver in stanov veliko spomenikov ter spominskih objektov.

### Prva civilna žrtev
Grofica Lucy Christalnigg je bila prva civilna smrtna žrtev vojskovanja v Soški dolini. Zgodilo se je 10. avgusta 1914. Avstro-Ogrska, in z njo slovenske dežele, je bila že okoli 14 dni v vojni. Tega dne se je Lucy Christalnigg iz Gorice z osebnim avtomobilom sama peljala v Celovec po blago za Rdeči križ, katerega prizadevna članica je bila. Na Brezovem pred Srpenico sta jo slovenska vojaka, domačina iz Trnovega ob Soči, ki sta stražila na cestni zapori, pozvala, naj se ustavi. Grofica ukaza ni ubogala, prepričana, da je srpeniška postojanka pravočasno prejela njeno brzojavko, s katero je zaprosila za prosto pot. Vojaka sta streljala na grofico in jo zadela v glavo, njen avto pa je treščil v zid in obstal. Primer naj bi obravnavalo vojaško sodišče, vojaka pa naj bi bila za pogumno dejanje in dobro opravljeno vojaško dolžnost celo pohvaljena. Slabo leto po grofičini nesrečni smrti so se pričele bitke na soški fronti.

## Znane osebnosti na Soški fronti
- Erwin Rommel, nemški feldmaršal. Bil je eden najbolj znanih in spoštovanih feldmaršalov v 2. svetovni vojni. Obtožili so ga, da je vedel za zaroto proti Hitlerju in je ni prijavil. 14. oktobra 1944 je storil samomor, ter tako svojo družino rešil pred koncentracijskim taboriščem. Kot poročnik v nemškem Alpskem korpusu je med 12. soško bitko sodeloval v bojih za Kolovrat in Matajur, za kar je prijel odlikovanje Pour le Mérite.
- Friedrich Paulus, nemški feldmaršal. Znan je postal po tem, da je izgubil bitko za Stalingrad. Po obkolitvi je bil prisiljen Rdeči armadi predati celotno nemško 6. armado. Hitler ga je v zadnjem trenutku povišal v feldmaršala, saj je upal, da bo storil samomor (noben nemški feldmaršal se ne pusti ujeti živ). Paulus tega ni storil. V ruskem ujetništvu je postal kritik nacizma in se 1953 vrnil v Vzhodno Nemčijo. Umrl je 1. februarja 1957. Med 12. soško bitko je bil poročnik v poveljstvu nemškega Alpskega korpusa.
- Ferdinand Schörner, nemški feldmaršal. Bil je eden najboljših nemških generalov in kasnejših feldmaršalov. Bil je zaprisežen nacist, postal je znan po svoji brutalnosti nad vojnimi ujetniki ter tudi lastnimi vojaki. Pri Hitlerju je bil zelo priljubljen. Po vojni so ga ujeli in mu sodili za vojne zločine. Do leta 1958 je bil zaprt v Vzhodni Nemčiji, do leta 1963 pa še v Zahodni Nemčiji. Umrl je 2. julija 1973, bil je zadnji še živeči nemški feldmaršal. Kot poročnik v nemškem Alpskem korpusu je med 12. soško bitko sodeloval v bojih za Kolovrat, za kar je prejel odlikovanje Pour le Mérite.
- Benito Mussolini, italijanski fašistični diktator. Bil je ustanovitelj italijanskega fašizma. Leta 1922 je po nasilju fašističnih milic prevzel oblast v Italiji in postal Duce (voditelj) Italije, ki ji je vladal kot diktator. Po porazu v Severni Afriki ter izkrcanju zavezniških čet na Siciliji leta 1943 je bil prisiljen odstopiti s položaja. Zaprli so ga, vendar so ga Nemci v spektakularni akciji osvobodili. Med letoma 1943 in 1945 je bil marionetni voditelj Italijanske socialistične republike. Po porazu Nemcev v Italiji so ga, 27. aprila 1945, med begom v Švico zajeli italijanski partizani in ga dan pozneje ustrelili. V času 1. svetovne vojne se je nahajal na Soški fronti. V Italijansko vojsko je vstopil avgusta 1915. Služboval je na različnih odsekih fronte in dosegel čin naddesetnika. Februarja 1917 je bil na Krasu resno ranjen, potem ko je v njegovi bližini v minometu razneslo mino. Po okrevanju so ga avgusta 1917 odpustili iz vojske.
- Prežihov Voranc, slovenski pisatelj in pesnik. Znan je po novelah Boj na požiralniku in Samorastnikih. Po izbruhu 1. svetovne vojne so ga vpoklicali v Avstro-ogrsko vojsko. Ker so ga označili kot državi nevarnega so ga večkrat premestili. Leta 1915 se je znašel na Soški fronti na Doberdobu. Tam je dezertiral na italijansko stran ter si tako rešil življenje. V italijanskem ujetništvu je ostal do konca vojne leta 1918. Svoje vojne izkušnje je vpletel v roman Doberdob, ki je izšel leta 1940.
- Rudyard Kipling, nobelov nagrajenec za literaturo (1907), avtor svetovno znane Knjige o džungli. Med 1. svetovno vojno je bil poročevalec iz bojišč. Soško fronto je obiskal na povabilo britanskega konzula v Italiji. Fronto je obiskal maja 1917 med 10. soško bitko. V Udinah je obiskal italijansko poveljstvo ter se srečal z generalom Cadorno ter italijanskim kraljem. Nato je nadaljeval z ogledom fronte, obiskal je italijanske položaje na Krasu, Gorico in Podgoro pri Gorici. Pot je nato nadaljeval vzdolž fronte proti severu. Obiskal je Kolovrat, kjer si je iz italijanskih jarkov ogledal avstrijske položaje pri Tolminu. Nato se je vrnil nazaj v Udine, od tam pa je pot nadaljeval z ogledom fronte v Dolomitih. Med obiskom Soške fronte je napisal tri članke The Roads of an Army, Podgora in A Pass, a King, and a Mountain[31].
- Pietro Badoglio, italijanski general in premije. Na soški fronti je bil podpolkovnik, zaslovel je z osvojitvijo Sabotina med 6. soško bitko zaradi česar je bil povišan v generala. Bil je eden glavnih krivcev za poraz pri Kobaridu. Zaradi dobrih političnih in vojaških povezav se je obranil obtožb o krivdi za poraz. Po vojni je postal senator. Ker je nasprotoval fašizmu so ga kot ambasadorja umaknili v tujino. Po spremembi političnega prepričanja se je vrnil v Italijo kjer je postal načelnih generalštaba Italijanske vojske nato pa še maršal. Bil je guverner italijanske Libije. Med boji proti upornikom je odobril uporabo kemičnih strupov. Bojne strupe je uporabil tudi pri napadu na Etiopijo. Za zasedbo Etiopije je dobil naziv vojvoda Adis Abebe. Po katastrofalnem porazu med napadom na Grčijo, leta 1940, je bil prisiljen odstopiti iz položaja in se je umaknil iz javnosti. Po porazu Italije med 2. svetovno vojno, 8. september 1943, je Badoglio postal italijanski premije. Na tem položaju je ostal devet mesecev. Po vojni mu nikoli niso sodili zaradi vojnih zločinov v Severni Afriki.
- Julius Kugy, slovenski pravnik, alpinist, častnik, pisatelj in humanist, oče alpinizma v Julijskih Alpah. Ob izbruhe 1. svetovne vojne je bil Julius Kugy že prestar za vojsko. Po izbruhu sovražnosti med Italijo in Avstro-Ogrsko se je prostovoljno javil v Avstro-ogrsko vojsko in ji ponudil svoje izkušnje in znanje alpinizma. Ta ga je sprejela in postal je vojaški alpinski referent (civilni uslužbenec v vojski). V naslednjih leti je za vojaške potrebe raziskoval gore v zgornjem Posočju in Zahodnih Julijskih Alpah ter vojski svetoval kako preživeti in ravnati v gorskem svetu. Vodil je tudi številne reševalne odprave. Svojo vojaško kariero je s činom poročnika zaključil tik pred prebojem pri Kobaridu, oktobra 1917. Umrl je v Trstu, 5. februarja 1944.
- Giuseppe Ungaretti (1888 - 1970), italijanski modernistični pesnik, novinar, esejist, kritik, akademik in prejemnik prve Neustadtske mednarodne nagrade za književnost leta 1970. Vodilni predstavnik eksperimentalne smeri, znane kot Ermetismo, je bil eden najvidnejših avtorjev italijanske književnosti 20. stoletja. Ko je leta 1914 izbruhnila prva svetovna vojna, je Ungaretti aktivno sodeloval v interventni akciji, pozneje pa se je ob vstopu Italije v vojno 24. maja 1915 prijavil v 19. pehotni polk brigade »Brescia«. Po bojih na Krasu je začel voditi pesniški zvezek, ki ga je nato zbral njegov prijatelj Ettore Serra (mlad častnik) in ga leta 1916 v Stabilimento Tipografico Friulano v Vidmu natisnil v 80 izvodih z naslovom Il porto sepolto (Pokopano pristanišče). Takrat je sodeloval tudi s časopisom Semper Avanti. Leta 1916 je kratek čas preživel v Neaplju. 26. januarja 1917 je v Santa Maria la Longa v Videmski pokrajini napisal znano pesem Mattina. Spomladi 1918 se je polk, ki mu je pripadal Ungaretti, odpravil v boj v Francijo, na območje Champagne, z II. italijanskim armadnim korpusom generala Alberica Albriccija. Julija 1918 je napisal Soldati. Po vrnitvi v Pariz je 9. novembra 1918 na svojem pariškem podstrešju našel truplo svojega prijatelja Guillauma Apollinaira, ki je zbolel za špansko mrzlico.
- Carlo Emilio Gadda (14. november 1893 - 21. maj 1973) je bil italijanski pisatelj in pesnik. Pripada tradiciji jezikovnih inovatorjev, pisateljev, ki so se poigravali z nekoliko okorelo knjižno predvojno italijanščino in dodajali elemente narečij, strokovnega žargona in besedne igre. Študiral je v Milanu, med študijem na Politecnico di Milano (univerza, specializirana za inženirstvo in arhitekturo) pa se je prostovoljno prijavil v prvo svetovno vojno. Med vojno je bil poročnik korpusa Alpini in je vodil mitralješko ekipo. Med bitko pri Kobaridu (Caporetto) oktobra 1917 je bil s svojim odredom ujet; njegov brat je bil ubit v letalu - in ta smrt je vidno prikazana v La cognizione del dolore. Gadda, ki je bil takrat goreč nacionalist, je bil globoko ponižan zaradi mesecev, ki jih je moral preživeti v nemškem taborišču za vojne ujetnike.